# Lightning (connecteur)
Pour les articles homonymes, voir Lightning.
Précédent Suivant
Lightning est un connecteur à huit broches produit par Apple depuis 2012. Il remplace sur tous les nouveaux produits le connecteur à 30 broches introduit en 2003 avec l'iPod de troisième génération.
Il nécessite un adaptateur pour fonctionner avec les périphériques utilisant l'ancien connecteur. Le passage de 30 à 8 broches se sépare de certaines fonctions telles que l'iPod Out (introduit en 2010 avec iOS 4), qui permettait d'afficher l'interface de l'application Musique sur un système audio automobile compatible, ainsi que les sorties analogiques vidéo (composite et composante).
À la fin de l'année 2013, soit à peine un an après sa présentation, il est disponible sur l'essentiel des produits mobiles vendus par Apple à l'exception des iPhone 4S, iPad 3, iPod shuffle et iPod classic. Depuis fin 2014, après l'arrêt par Apple des autres modèles, l'iPod shuffle est le seul produit du catalogue qui ne soit pas compatible.

## Histoire
Lightning a été introduit par Apple le 12 septembre 2012 lors du discours principal annonçant l'iPhone 5, l'iPod nano de 7e génération et l'iPod touch de 5e génération. Il remplace l'ancien connecteur « 30 broches ».
La toute première station d'accueil équipée du connecteur Lightning (OnBeat Micro) a été conçue par JBL et lancée fin 2012.
Depuis la disponibilité d'iOS 7, de nombreux câbles Lightning de contrefaçon ont des difficultés à fonctionner correctement et le téléphone ou la tablette affichent un message d'incompatibilité.
Le 30 octobre 2018, Apple annonce que leur nouvelle gamme d'iPad Pro va désormais utiliser l'USB Type-C à la place du Lightning.
Le 12 septembre 2023, lors de la Keynote, Apple annonce que ses nouveaux iPhone 15 et 15 Pro, ainsi que ses AirPods Pro 2 et EarPods abandonnent le Lightning pour l’USB-C afin de se conformer aux nouvelles lois européennes. C’est donc la fin pour le Lightning, après 11 années de service chez Apple.

## Réception
Le connecteur Lightning a reçu un accueil mitigé du fait de son incompatibilité avec les très nombreux périphériques des iPhone et iPod précédents, sans pour autant reposer sur un standard ouvert tel que le format micro-USB.
Dans le cas de l'Union européenne, un projet de directive européenne de 2013 impose à terme une solution ouverte et standardisée, au profit du nouveau port réversible USB Type-C.
Dans un premier temps, Apple reste malgré tout en conformité avec les normes européennes en proposant un adaptateur Lightning vers micro-USB, qui ne permet toutefois que la recharge, les données ne pouvant être véhiculées que par le câble Lightning en connexion directe (ainsi que par Wi-Fi).